# Dysstroma suspectata
Dysstroma suspectata là một loài bướm đêm trong họ Geometridae.